# Lipinia occidentalis
Lipinia occidentalis är en ödleart som beskrevs av  Günther 2000. Lipinia occidentalis ingår i släktet Lipinia och familjen skinkar.
Artens utbredningsområde är Papua Nya Guinea. Inga underarter finns listade i Catalogue of Life.